# 이케다촌 (돗토리현)
이케다촌(池田村)은 돗토리현에 있던 촌이다. 

## 역사
- 1889년 10월 1일 - 정촌제 시행에 의해 핫토군 오미카도촌이 성립하였다.
- 1896년 4월 1일 - 군제 시행에 의해 야카미군, 핫토군, 지즈군이 합병해 야즈군이 성립하여, 야즈군 오미카도촌이 되었다.
- 1954년 3월 1일 - 와카사정과 합병해 새로운 와카사정이 성립하여, 동일 이케다촌은 폐지되었다.